# Графрат
Графрат (нем. Grafrath) — община в Германии, в земле Бавария. 
Подчиняется административному округу Верхняя Бавария. Входит в состав района Фюрстенфельдбрукк. Подчиняется управлению Графрат.  Население составляет 3588 человек (на 31 декабря 2010 года). Занимает площадь 14,43 км².
Коммуна подразделяется на 3 сельских округа.